# کرلینگارفیل
کرلینگارفیل (به لاتین: Kerlingarfjöll) یک توده‌کوه و آتشفشان در ایسلند است که در هروناماناهراپور واقع شده‌است.